# Artere metacarpiene palmare
Arterele metacarpiene palmare (arterele metacarpiene volare, arterele interosoase palmare) sunt trei sau patru artere care apar din convexitatea arcului palmar profund.

## Anatomie
Arterele metacarpiene palmare apar din convexitatea arcului palmar profund. 
Are traseul distal deasupra mușchilor interossei palmari. Acestea se anastomozează la nivelul fisurilor degetelor cu arterele digitale palmare comune care apar din arcul palmar superficial. 